# 东岳镇 (洪雅县)
东岳镇，是中华人民共和国四川省眉山市洪雅县下辖的一个乡镇级行政单位。

## 行政区划
东岳镇下辖以下地区：
东岳社区、东岳村、团结村、千丘村、八面村、桥口村、张庙村、大安村、观音村、民兴村、柏林村和骑龙村。